# USS Wickes (DD-75)
USS Wickes (DD-75) – amerykański niszczyciel typu Wickes. Patronem okrętu był Lambert Wickes.
Stępkę okrętu położono 26 czerwca 1917 w stoczni Bath Iron Works w Bath (Maine). Zwodowano go 25 czerwca 1918, matką chrzestną była Ann Elizabeth Young Wickes, daleka potomkini patrona okrętu. Jednostka weszła do służby w US Navy 31 lipca 1918, jej pierwszym dowódcą był Lieutenant Commander John S. Barleon.
Okręt był w służbie w czasie I wojny światowej. Działał jako jednostka eskortowa na Atlantyku. 23 października 1918 zderzył się z parowcem w czasie eskortowania konwoju. W okresie międzywojennym jego dowódcą przez jakiś czas był William Halsey. Okresy służby przedzielał okresami pozostawania w rezerwie.
23 października 1940 wycofany ze służby w US Navy i wprowadzony do służby w Royal Navy zgodnie z umową niszczyciele za bazy. Nosił nazwę HMS Montgomery (G95)
Zezłomowany wiosną 1945.